# Полость прозрачной перегородки

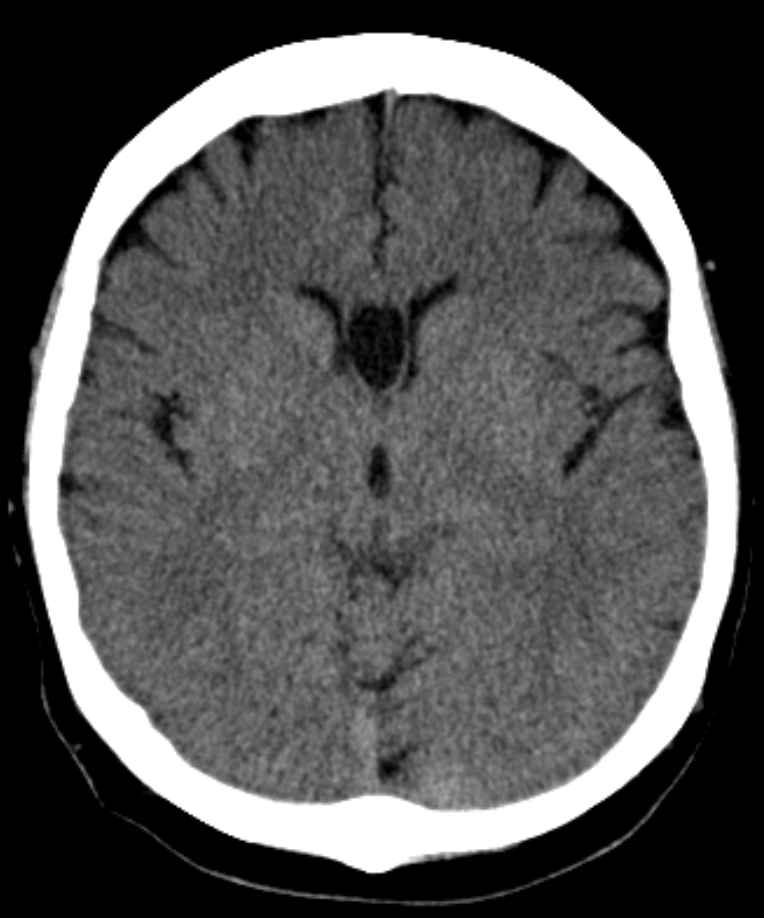
Полость прозрачной перегородки на КТ

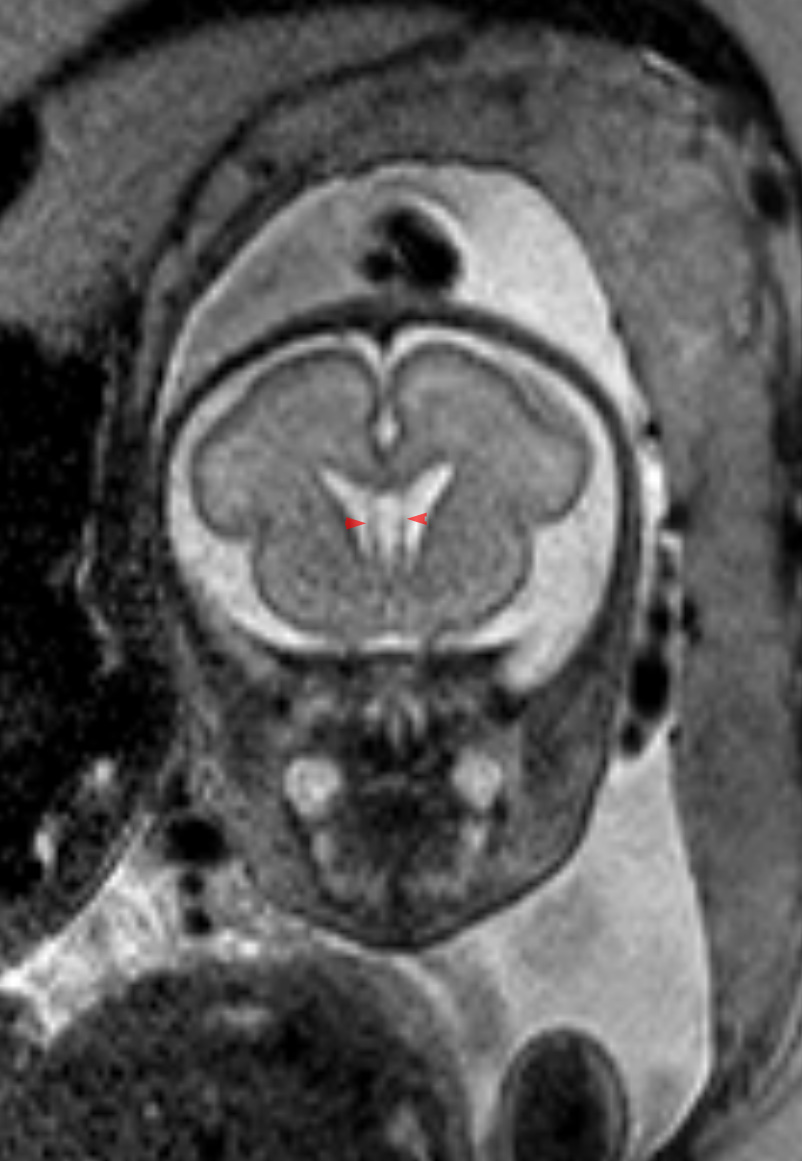
Полость прозрачной перегородки у эмбриона — нормальная находка при пренатальном МР-исследовании

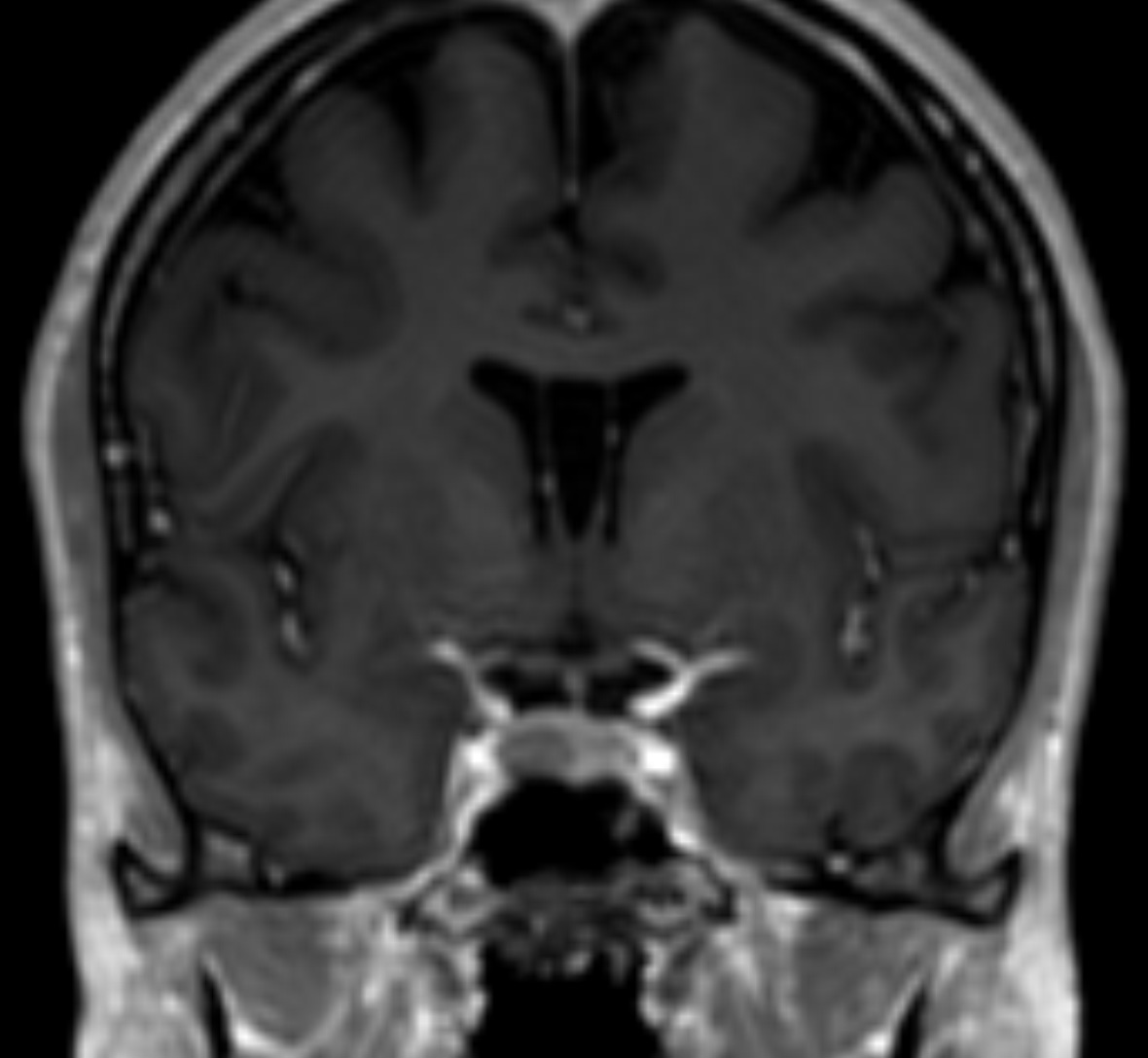
Полость прозрачной перегородки на T1ВИ в коронарной проекции

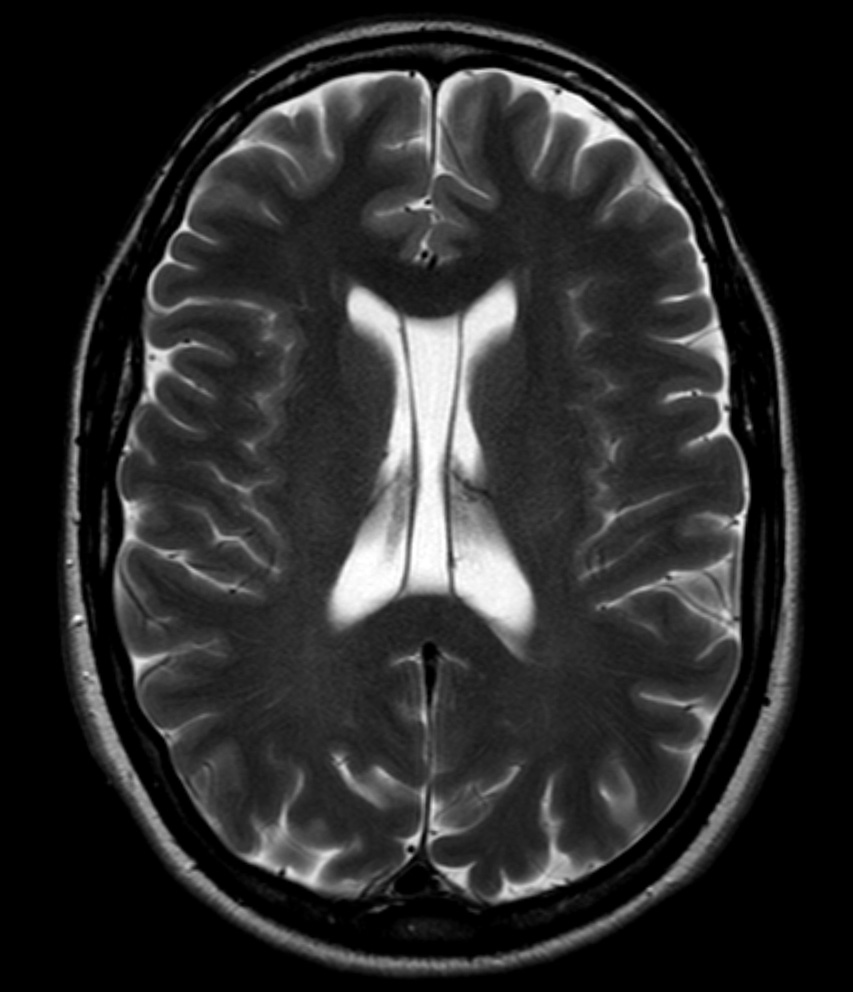
Полость прозрачной перегородки и полость Верге на T2ВИ аксиальном изображении

Полость прозрачной перегородки (лат. cavum septi pellucidi) — полость, находящаяся между листками прозрачной перегородки. Полость содержит ликвор, попадающий туда через поры в листках.
Спереди полость ограничена коленом мозолистого тела; сверху — стволом мозолистого тела; сзади — передними ножками и столбами свода мозга; снизу — передней комиссурой и клювом мозолистого тела; латерально — листками прозрачной перегородки.
Размер полости крайне вариабелен, у некоторых полость полностью закрыта, в то время как у других отмечается практически полное её незаращение (до 46 мм в корональной плоскости).
В большинстве случаев полость не сообщается с полостью желудочковой системы мозга, что делает неправомочным её описание как «5-го желудочка» головного мозга, тем не менее, иногда её называют пятым желудочком.
Собственно полость прозрачной перегородки расположена на уровне основания передних рогов боковых желудочков мозга, а её распространение в заднем направлении в область тел боковых желудочков выделяют под названием полость Верге (лат. cavum vergae). Во время эмбрионального развития происходит закрытие полостей в задне-переднем направлении, из-за чего персистирование полости Верге при закрытой полости прозрачной перегородки встречается значительно реже.
Полость прозрачной перегородки существует у 100 % эмбрионов человека, однако более чем в 85 % случаев она закрывается к возрасту 3-6 месяцев.

## Причина
Причины незакрытия полости прозрачной перегородки достоверно не известны, однако считается, что значимую роль имеет пренатальное воздействие алкоголя

## Связь с психическими расстройствами
В большинстве случаев наличие полости не оказывает какого-либо клинически значимого влияния на человека.
В то же время отмечается некоторое увеличение частоты встречаемости полости прозрачной перегородки у пациентов с шизофренией, посттравматическим стрессовым расстройством, черепно-мозговой травмой, а также диссоциальным расстройством личности.
Наличие расширенной полости — один из отличительных признаков пациентов с травматической энцефалопатией боксеров (dementia pugilistica).

## В культуре
- В фильме Рокки 5 отмечается, что Рокки Бальбоа имеет полость прозрачной перегородки.